# 미젠 바샤
미젠 제바트 바샤(알바니아어: Migjen Xhevat Basha, 1987년 1월 5일 ~ )는 알바니아의 은퇴한 축구 선수이다. 수비형 미드필더로 활약했다.

## 수상

### 아탈란타
아탈란타
- 세리에 B: 2010–11

토리노
- 세리에 B 준우승: 2011–12